# Prosetín (Vysočina)
Prosetín (in tedesco Prosetin) è un comune ceco situato nel distretto di Žďár nad Sázavou, nella regione di Vysočina.